# Paul House
Paul Raymond House, más conocido como Paul House, (Rochford (Essex, Inglaterra) 22 de abril de 1961– 18 de julio de 2016). fue un etnobotánico, doctorado en la universidad de Reading, cuyo trabajo se basa en el estudio del pueblo indígena Tawahka Asagni, del oriente de Honduras.

## Biografía
Estudió en la escuela integral Greensward Lane en Hockley y South East Essex, que forma parte de la universidad en Benfleet. Leyó bioquímica en la Universidad de Sussex y realizó un máster en taxonomía y visitó Honduras por primera vez en el año 1986 como voluntario en el Instituto Católico de Relaciones Internacionales. Fue asignado al departamento de biología de la Universidad Nacional Autónoma de Honduras, donde ayudó a establecer la primera colección de plantas medicinales nativas del país. Publicó un libro sobre el tema con su esposa y colaboradora, Margarita Rivas, una compañera etnobotánica que conoció en la universidad.
Obra publicada en 1997 junto a Indalesio Sánchez en la editorial del Museo de Historia Natural de Londres: Mayangna Panan Basni: Plantas Medicinales del Pueblo Tawahka, ISBN:0565090194, en el cual se pueden encontrar listados de plantas según sus usos con su nombre en el dialecto Tawahka como por ejemplo.

## Dialecto Tawahka
| Nombre en Tawahka           | Nombre occidental                                                                    |
| --------------------------- | ------------------------------------------------------------------------------------ |
| Awal Marin aulala           | Achiote (Bixa Orellana) se usa para el dolor de cabeza y del vientre.                |
| Tiriski walapni Té wahya    | Zacate limón (Cymbopogon citratus) para la calentura, dolor de vientre y resfriados. |
| Turuh tun Kisaure           | Culantro (Eryngium foetidum) para las lombrices, gripe, tos, calentura.              |
| Kuma bikis Sikakaira        | Albahaca (Ocimum campe) para los locos, calentura, diarrea, dolor de oídos)          |
| Burimak Sigra               | Guayaba (Psidium guajava), para la diarrea.                                          |
| Uhdana sinka Siahkasaika    | Juanilama (Limpia alba), para la gripe, tos, asma.                                   |
| Takungnimak Tayuyu          | Chichigua (Solanum mammosum)                                                         |
| Bapula Tangni               | Flor de muerto (Tapetes erecta), para la calentura                                   |
| Kamayan Kiaula              | Dormilona(Aeschyonema americana), para el dolor de estómago y de la rabadilla.       |
| Dibintin bikisni Prakprakia | Pega-pega(Desmodium adscendens), para el dolor de vientre y de la rabadilla          |

## Otras publicaciones
En 2013, Paul House, junto a Carlos Gómez, Héctor Hinostrosa y Héctor Hernández, publica en una Revista Mexicana de Biodiversidad, el artículo: Una especie nueva de Peniocereus canoensis (Cactaceae), de Honduras Sciencedirect El nombre hace referencia al río Canoa, uno de los 2 ríos cercanos a Tegucigalpa donde se localiza esta especie.
2008 P.R. House, M. Rivas. Elaboración de un análisis de vacíos biofísicos del Sistema Nacional de áreas Protegidas de Honduras.